# Посёлок Лесозавода № 44
Посёлок Лесозавода № 44 — упразднённый в 1941 году населённый пункт в Кандалакшском районе Мурманской области. Включен в рабочий посёлок  Лесозаводский, ныне входящий в городское поселение Зеленоборский.

## География
Расположен был на острове острове Берёзовый  в Кандалакшском заливе, вблизи острова Олений.

## История
Возник посёлок в 1939 году. 
Указом Президиума Верховного Совета РСФСР от 27 марта 1941 года населённый пункт при лесозаводе № 7 Кандалакшского района Мурманской области, отнесен к разряду рабочих поселков с присвоением ему наименования — рабочий посёлок Лесозаводский и с включением в черту рабочего поселка населённых пунктов: лесозавода № 8 и бывшего лесозавода № 44.